# Somodi Cseszlovák és az Industrial Funky Junkies
A Somodi Cseszlovák és az Industrial Funky Junkies magyar zenekar, kazincbarcikai zenei társulás.

## Somodi Cseszlovák és az Industrial Funky Junkies

### A kezdetek
A zenei társulás különböző zenészek laza „szövetségéből”, baráti együtt zenéléséből áll Kazincbarcikán. Egyelőre nem koncerteznek, de léptek már föl, a szerzeményeiket játszották már országos, és regionális rádiók, tévécsatornák. Készültek velük riportok az írott és elektromos médiában is. Szerzeményeik CD-lemez formájában jelentek meg, és a lemezek tartalmának 60-70 %-a megtalálható a közösségi médiában.

### Somodi Cseszlovák és az Industrial Gipsy Mambo
A Somodi Cseszlovák és az Industrial Gipsy Mambo kortárs zenei elődzenekar létrehozásának gondolata 2008-ban fogant meg Somodi-Hornyák Szilárd művésztanár fejében, amikor a Borsodi Művészeti Fesztiválon felkértek öt képzőművészt, a „Modernek egy régi faluban” című kortárs képzőművészeti kiállításra, (2008. június 20.) melynek kiállítói:  Fe-Lugossy László, Fazekas Balogh István, Csetneky József, Mátrai Erik, Somodi-Hornyák Szilárd és Kovács Gabriella voltak. A kiállítás megnyitón fellépett egy performansz zenekar, A Nedvesorrú Kedves Állat, amelyet Somodi-Hornyák Szilárd erre az alkalomra hozott létre, (ő írta a zenét és a szöveget)! A Nedvesorrú Kedves Állat nevű zenekarnak 2009 tavaszán megjelent egy maxi CD-je a Ritornell–trióval közösen (Archaikus Új tavasz), és ezután megszűnt.

### Somodi Cseszlovák és az Industrial Funky Junkies
A pozitív visszajelzéseknek köszönhetően, valamint a gyermek- és ifjúkori alternatív, punk-, rockzenekarokban való zenélések, fellépések, emlékek (Fantom, Kék Fény, Patikus Players, The CöLASH, Studió 11 NEM Dobsa Sándor vezetésével, Hermafroditák) hatására 2009-ben megalakította a Somodi Cseszlovák és az Industrial Gipsy Mambo Kortárs zenei inzultus nevű, alternatív rockzenekart. A zenekar nevét az ötletgazda 2016-ban megváltoztatta Somodi Cseszlovák és az Industrial Funky Junkies kortárs zenei kulturpuNccs-ra. Azóta ezen a néven jelennek meg a lemezeik. 
A „zenekar” frontembere a kezdetektől képzőművészeti tevékenysége mellett, saját szövegeket ír és megzenésít, majd ezeket más zenekarokban játszó zenészekkel, barátokkal stúdióban rögzítenek és közreadják.

### Értékelések, vélemények
Ez nem más, mint a festői önkifejezési mód, egyéb csatornákon való túlcsordulása, a lemezeimen megírt szövegek és zenék, valójában hangos festmények. Így nem csak a kiállítótermekben állíthatok ki, hanem az egyén lakótereiben, szűkebb vagy tágabb környezetében, hangfalakon keresztül is. Így a vizualitás mellett az auditív érzékelésre is hat az, amit üzenni szeretnék alkotásaimmal, ez által az információk nagyobb eséllyel eljutnak, illetve bevésődnek az érdeklődő közönség tudatába!
Nem véletlen, hogy Somodi-Hornyák Szilárd képeinek témái és címei kísértetiesen hasonlítanak dalszövegeihez. Festményei és szövegei nagyobb részt társadalomkritikát, a nő-férfi kapcsolatát, a szexualitást, a globalizált tömegkultúrát, a hétköznapi élet banalitásait jelenítik meg iróniával és humorral.
Műveid társadalmi helyzetekre való utalásoktól hemzsegnek, melyek a jelen világ fogyatékosságaihoz, szépséghibáihoz, a tömegtájékoztatás és a tömegfogyasztási eszközök, populáris kultúrájának sztereotípiáihoz hol kritikusan viszonyulnak, hol filozofikus szemszögből, magaslatból szemlélődnek. [...] Szociokritikus, már-már politikus, igazmondó, leleplező művészet a tiéd.

Kit leplezel le? A tudatos manipulációt, vagy az ostobán mindent elhívőt? Minden esetre szarkasztikus humorral és a címek verbális többletével felrázni igyekszel az átlagembert átlag napjaiból, a bulvársajtó, a reklámok és a kereskedelmi tv-k által beléjük hazudott vággyá érlelt világukból.
Zenei tekintetben az 1970–80-as évek punk, rock, underground, blues, dzsessz zenéiből táplálkozik, az alternatív rock valamelyik vonulatához sorolható, némi ellenkultúra ízű beütéssel. Alapvetően dinamikus, lendületes, zenei produkcióik vannak, melyek dallamközpontúak. A lemezeken megjelenő szerzemények zenéit és a szövegeit, Somodi-Hornyák Szilárd írja. 
A 2010-ben megjelent első nagylemez szakmailag még hagyott maga után kívánnivalót. Az utána következő albumok már lassú, de folyamatos javuló tendenciát mutattak. A szerző szerint az eddig megszületett öt nagylemez közül, a 2012-ben megjelent Nem fáj, csak ha nevetek című album, és a 2021-ben megjelent, Kérdezni szabad? Lehetek naiv? című nagylemezek sikerültek a legjobban.

## A zenei formáció tagjai
- Somodi-Hornyák „Távolodó” Szilárd: kortárs művész, zene, szöveg, lemezborító design, basszusgitár, akusztikus gitár, ritmusgitár, szólógitár, dob, konga, csörgők, énekmondás
- Újhelyi István: szintetizátor, zongora, Hammond-orgona, tangóharmonika
- Vaszkó Péter: trombita
- Gáspár Attila: szaxofon, klarinét (Miskolci Szimfonikus Zenekar)

### A zenei formációban időnként megforduló vendégek
- Ár István: szólógitár (smink)
- Bojti Vilmos: dob, (Razzia, Reaper, Bedlam, Miskolc Dixieland Band)
- Újhelyi Judit: ének, vokál
- Bordás Sziszi: ének
- Makkai Orsolya dr.: ének, vokál
- Orbán Zita: ének, vokál
- Tóth Andrea: vokál
- Tóth Csilla: vokál
- Krasznahorkai László: szólógitár, vokál, (Holt Költők Társasága, Európa Rádió, Új Hold, Nulladik Változat)
- Dezső Sándor: cselló
- Bacskó Éva: fuvola
- Tasi Ádám: fuvola, (Solaris TRB, Napoleon Boulevard)
- Papp Ágnes: zongora
- Szajkó Béla: szólógitár
- Somodi-Hornyák Bence: szövegmondás
- Somodi-Hornyák Lilla: szövegmondás, vokál
- Scserbin János: citera, digital mastering
- Skover Péter: szaxofon
- Bereczky Ágnes: harsona
- Svéd Mátyás: hegedű
- Dr. Szomolya Zoltán: szájharmonika
- Bóna Eszter Regina: vokál
- Tóth Éva: vokál

## Diszkográfia

### Nedvesorrú Kedves Állat
- Archaikus új tavasz. Maxi (2009)

### Somodi Cseszlovák és az Industrial Gipsy Mambo
- Újszeduxen (2010)
- Nem fáj, csak ha nevetek (2012)
- Lelki Fröccs helyett! (2013)
- Az én városom Kazincbarcika, Maxi imázslemez (2015)[6]

### Somodi Cseszlovák és az Industrial Funky Junkies
- Kalandos hangulatjelentés öregedő fiataloknak (2016)
- Sajóivánka, Imázsfilm zene. Maxi (2019)[7]
- Kérdezni szabad? Lehetek Naiv? (2021)
- Visszatartott imák romlanak a szádban! (2025)

## Zenei felvételek

### Somodi Cseszlovák és az Industrial Gipsy Mambo
- Tudatt alatt, tudatt felett (klip) (3:06)
- Giccs (5:24)
- Kishíján édenkert (2:40)
- Dadaista buena vista (klip) (3:43)
- Patriarcha Matriarcha (5:18)
- Fresh and Clean and Dry (4:43)
- Belső leltár (3:38)

### Somodi Cseszlovák és az Industrial Funky Junkies
- Hamis gulyás (4:55)
- Friss reggeli mosoly (4:27)
- Test és lélek (4:35)
- NőFérfiEmberÁllat (5:19)
- Mélyütés (3:57)
- Középszer...ű (6:51)
- Szívlapát (4:42)
- Konyhakész Istenek (2:15)
- Kognitív disszonancia bukott angyallal (5:35)
- Egy srác fecskében nem csinál nyarat (3:50)
- Napsütésben BAZ megyében (6:00)
- Idegkorbácsok (7:20)